# Prêmios de arquitetura
A arquitetura refere-se à arte ou a técnica de projetar e edificar o ambiente habitado pelo ser humano. Neste sentido, a arquitetura trata destacadamente da organização do espaço e de seus elementos: em última instância, a arquitetura lidaria com qualquer problema de agenciamento, organização, estética e ordenamento de componentes em qualquer situação de arranjo espacial. No entanto, normalmente a arquitetura associa-se diretamente ao problema da organização do homem no espaço (e principalmente no espaço urbano).
A arquitetura como atividade humana existe desde que o homem passou a se abrigar das intempéries. Uma definição mais precisa da área envolve todo o design (ou seja, o projeto) do ambiente construído pelo homem, o que engloba desde o desenho de mobiliário (desenho industrial) até o desenho da paisagem (paisagismo), da cidade (planejamento urbano e urbanismo) e da região (planejamento regional ou Ordenamento do território). Neste percurso, o trabalho de arquitetura passa necessariamente pelo desenho de edificações (considerada a atividade mais comum do arquiteto), como prédios, casas, igrejas, palácios, entre outros edifícios. Segundo este ponto de vista, o trabalho do arquiteto envolveria, portanto, toda a escala da vida do homem, desde a manual até a urbana.

## Medalha Alvar Aalto
A Medalha Alvar Aalto foi criada em 1967 pelo Museu de Arquitetura Finlandesa e pela Associação Finlandesa de Arquitetos em memória do arquiteto Alvar Aalto. A condecoração é oferecida em reconhecimento de uma contribuição significativa para a criação arquitetónica. A cerimónia de entrega é frequentemente feita durante o Simpósio Alvar Aalto, realizado a cada quatro anos em Jyväskylä, cidade natal de Aalto.

## Medalha de Ouro da AIA
A Medalha de Ouro da AIA é concedida pelo Instituto Americano de Arquitetos, "em reconhecimento a um conjunto de obras de significante influência na teoria e prática da arquitetura." É a premiação mais significativa do instituto. Desde 1947 é concedida aproximadamente em frequência anual.

## Medalha de Ouro do RIBA
A Medalha de Ouro do RIBA para arquitetura é concedida anualmente pelo Royal Institute of British Architects em nome do monarca britânico, em reconhecimento a um indivíduo ou grupo por contribuições substanciais à arquitetura internacional. A condecoração é para o conjunto de obras, e não para uma só edificação ou para um arquiteto em voga.
A medalha foi concedida a primeira vez em 1848 a Charles Robert Cockerell e dentre os laureados então os mais famosos arquitetos desde então, incluindo sir Giles Gilbert Scott (1925), Frank Lloyd Wright (1941) e Le Corbusier (1953).

## Medalha Heinrich Tessenow
A Medalha Heinrich Tessenow foi instituida pela Alfred Toepfer Stiftung F.V.S. de Hamburgo em 1963 em memória ao arquiteto Heinrich Tessenow e atribuído anualmente pela Heinrich-Tessenow-Gesellschaft e.V..
Entre os premiados se destacam os nomes de Giorgio Grassi (1992), Massimo Carmassi (1993), Juan Navarro Baldeweg (1998), David Chipperfield (1999), Eduardo Souto de Moura (2001) além dos vencedores do Prêmio Pritzker Sverre Fehn (1997) e Peter Zumthor (1989).

## Praemium Imperiale
O Praemium Imperiale é um prêmio de artes concedido a primeira vez em 1989 pela família imperial japonesa, em nome da Associação de Artes do Japão, nos campos de pintura, escultura, arquitetura, música e teatro/filme. Estas são áreas não consideradas pelo Prêmio Nobel.
O prêmio consiste em uma medalha de ouro e 15 milhões de ienes, e foi criado pelo Grupo de Comunicações Fujisankei, que arca com os custos de aproximadamente 3 milhões de dólares por ano.

## Prêmio de Arquitetura Contemporânea Mies van der Rohe
O Prêmio de Arquitetura Contemporânea Mies van der Rohe é o mais importante galardão da arquitetura europeia outorgado pela Fundação Mies van der Rohe.
Instituído em 1988, o Prêmio Mies van der Rohe foi ganho na sua primeira edição pelo arquiteto português Álvaro Siza, com o edifício Borges & Irmão, em Vila do Conde. O prêmio é atribuído de dois em dois anos, e é fruto de uma parceria entre a fundação e a Comissão Europeia.

## Prêmio Fernando Távora
O Prêmio Fernando Távora foi instituído pela Secção Regional do Norte da Ordem dos Arquitectos para homenagear o arquiteto Fernando Távora.
Este prémio anual, visa relembrar um arquiteto que, como profissional e pedagogo, influenciou várias gerações de arquitetos em Portugal.
O prêmio pode ser atribuído a todos os arquitetos inscritos na Ordem dos Arquitetos que apresentem a melhor proposta de viagem de investigação. O prêmio consiste numa bolsa de viagem no valor de 6000 €.

## Prêmio Driehaus
O Prêmio Driehaus de Arquitetura, é um prémio internacional que pretende homenagear os principais contribuidores no ramo da arquitetura vernacular e clássica contemporânea. O Prêmio Driehaus foi concebido como uma alternativa ao Prêmio Pritzker, que tem uma corrente predominantemente modernista.
Este prémio foi criado em 2003 pela Fundação Richard H. Driehaus e é atribuído anualmente pela Escola de Arquitetura da Universidade de Notre Dame, no Indiana (EUA). O prémio inclui uma recompensa monetária de US$200.000.

## Prêmio Godecharle
O Prêmio Godecharle é um prêmio concedido a artistas com menos de 35 anos, belgas ou residentes na Bélgica a pelo menos cinco anos provenientes de países da União Europeia. A Fundação Godecharle foi fundada em 1871 por Napoléon Godecharle (1803-1875), que queria promover em memória de seu pai, o escultor Gilles-Lambert Godecharle, a formação e a carreira de jovens escultores, pintores e arquitetos belgas.
Ao final, a fundação organizou o concurso Godecharle. Entre os ganhadores está Victor Horta, que recebeu reconhecimento internacional.

## Prêmio IHRU
O Prêmio IHRU é uma premiação de arquitetura portuguesa concebido anualmente desde 1989 a promotores, arquitetos e construtores portugueses pelo Instituto da Habitação e da Reabilitação Urbana (IHRU, antigo Instituto Nacional de Habitação, INH). O Prêmio IHRU é um dos mais prestigiantes prêmios de arquitetura a nível nacional.[carece de fontes?]

## Prêmio Internacional de Mérito em Engenharia Estrutural
O Prêmio Internacional de Mérito em Engenharia Estrutural é uma condecoração concedida desde 1976 pela Associação Internacional para Pontes e Engenharia Estrutural.
O prêmio é concedido a indivíduos que contribuíram com obras fundamentais em engenharia estrutural. O valor fundamental da obra é sua utilização social. As áreas de atuação abrangem portanto planejamento, esboço, construção, materiais, equipamentos, formação, pesquisa, regência e capacidade empresarial.

## Prêmio Pritzker
O Prémio Pritzker é atribuído anualmente pela Fundação Hyatt a um arquiteto vivo cuja obra construída tenha oferecido contribuições consistentes e significativas para a humanidade através da arte e arquitetura.  Fundado em 1979 por Jay Pritzker, é atribuído anulamente desde então e financiado pela Família Pritzker. Considerado um dos mais prestigiados prémios a nível internacional, é frequentemente referido como o "Nobel da arquitetura".

## Prêmio Rafael Manzano
O Prêmio Rafael Manzano é um prêmio organizado por INTBAU, graças ao apoio do Richard H. Driehaus Charitable Lead Trust em a colaboração com a Fundação Serra Henriques, a Real Academia de Belas Artes de San Fernando e a Ordem dos Arquitectos. É atribuído anualmente a arquitetos que tenham realizado, em Portugal ou em Espanha, trabalhos de restaurações de monumentos ou outras intervenções arquitetónicas que se tenham destacado pela sua contribuição na preservação, a promoção e a difusão os valores da arquitetura clássica e tradicional.
O Prêmio inclui uma recompensa monetária de 50.000 euros, convertendo-se assim no maior prémio de arquitetura galardoado na Península Ibérica.

## Prêmio Secil
O Prêmio Secil é realizado pela empresa portuguesa Secil. No anos pares o prêmio é atribuído a um arquiteto e nos anos ímpares, a um engenheiro civil.
Para além dos prêmios nacionais, a empresa atribui ainda o Prêmio Secil Universidades que tem por objetivo incentivar a qualidade dos jovens das escolas de arquitetura e engenharia civil portuguesas. Este prêmio é atribuído todos os anos às duas vertentes.

## Prêmio Stirling
O Royal Institute of British Architects Stirling Prize é um prêmio britânico para a excelência em arquitetura. Tem este nome em homenagem a James Stirling (1926-1982), organizador do Royal Institute of British Architects (RIBA). Os laureados pelo Prêmio Stirling recebem a quantia de 20000 libras esterlinas.

## Prêmio Valmor
O Prémio Valmor de Arquitetura tem por finalidade premiar a qualidade arquitetónica dos novos edifícios construídos na cidade de Lisboa.
Trata-se de um prêmio pecuniário que, de acordo com o testamento deixado pelo Visconde de Valmor Fausto Queiroz Guedes, seria repartido em partes iguais pelo arquiteto e pelo proprietário da construção. Para o efeito foi criado um fundo gerido pela Câmara Municipal de Lisboa com o dinheiro deixado pelo visconde.